# Frank Wittchow (Altphilologe)
Frank Wittchow (* 1967) ist ein deutscher Altphilologe und Hochschullehrer.

## Leben
Wittchow studierte von 1989 bis 1995 Geschichte, Latein und Griechisch an der Philipps-Universität Marburg und der Albert-Ludwigs-Universität Freiburg und erhielt sein erstes Staatsexamen in Geschichte und Latein in Freiburg. Von 1995 bis 1998 war er Wissenschaftlicher Mitarbeiter an der Humboldt-Universität zu Berlin im Fach Latein. Er promovierte 1999 in Latein mit der Dissertation Exemplarisches Erzählen bei Ammianus Marcellinus. Von 1999 bis 2001 war er als Wissenschaftlicher Mitarbeiter am Institut für deutsche Literatur und von 2001 bis 2007 Wissenschaftlicher Assistent am Institut für Klassische Philologie. Im Juni 2007 folgte seine Habilitation mit dem Thema List und Improvisation in der römischen Literatur und Kultur. Im September 2007 erhielt er seine Venia Legendi für Klassische Philologie (Latinistik).

## Auszeichnungen
Wittchow war im Jahr 2007 Träger des Förderpreises für klassisch-philologische Theoriebildung der Universität Heidelberg.

## Schriften (Auswahl)
- Exemplarisches Erzählen bei Ammianus Marcellinus: Episode, Exemplum, Anekdote. De Gruyter, Berlin/Boston 2000, ISBN 978-3-11-184091-8
- Ars Romana: List und Improvisation in der augusteischen Literatur. Winter, Heidelberg 2009, ISBN 978-3-8253-5476-3 (zugleich Habilitationsschrift an der Humboldt-Universität, Berlin 2006)